# De Groene Kathedraal

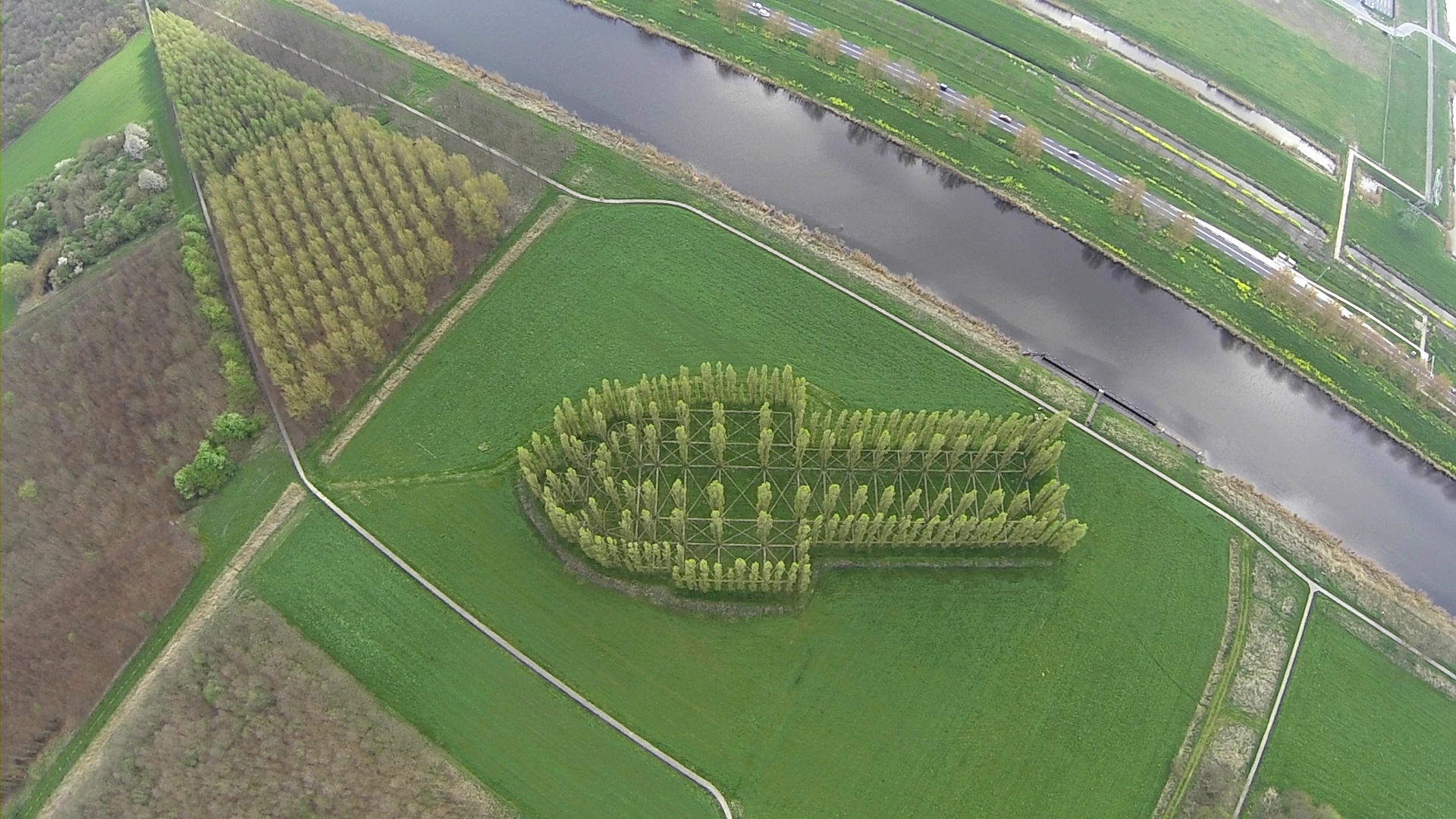
Luftaufnahme

De Groene Kathedraal oder auch die Grüne Kathedrale ist eine künstlerische Pflanzung von Schwarz-Pappeln in Form der Kathedrale von Reims, in Almere, Niederlande, im Stadtteil Hout. Sie ist 150 m lang und 75 m breit, und die ausgewachsenen Pappeln sind etwa 30 m hoch.

## Entstehung

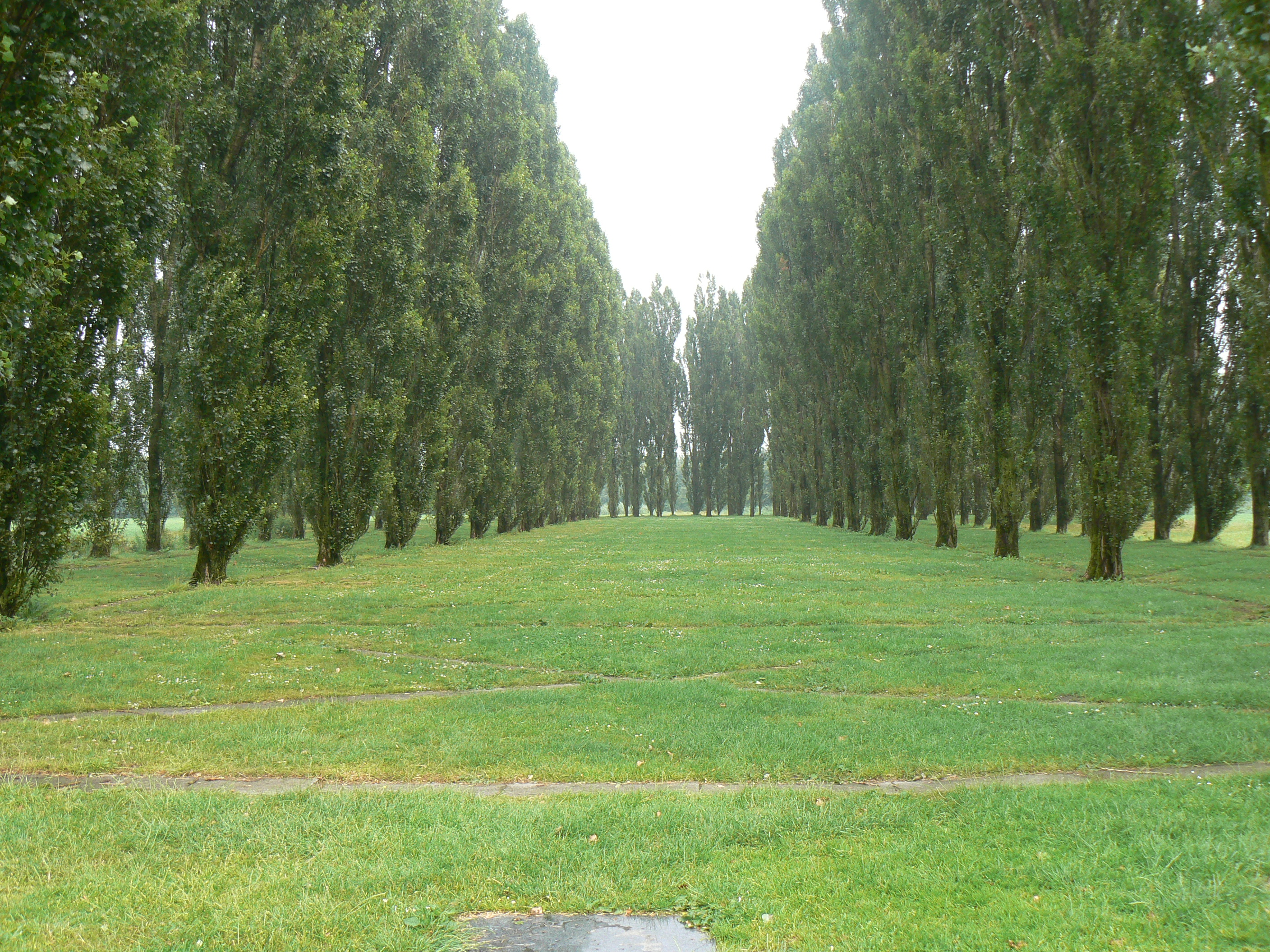
Innenaufnahme

Das Werk wurde von Marinus Boezem am 16. April 1987 gepflanzt. Das Land-Art-Projekt wurde auf einem Polder errichtet. 178 Bäume wurden auf einer Erhebung von einem halben Meter gepflanzt.

## Aktuelle Nutzung
Inzwischen ist die Kathedrale zu einem Ort für Hochzeiten, Beerdigungen, Versammlungen und Gottesdienste aller Art geworden. In einem jungen Buchenwald in der Nähe wurde eine Lichtung  angelegt mit dem gleichen Umriss. Boezem erklärte, dass, während die Pappeln der Grünen Kathedrale absterben, die Buchen um der Lichtung herum wachsen und so die Kirche neu erschaffen, wodurch eine zyklische Entwicklung von Wachstum, Zerfall und Wachstum gewährleistet wird.